# Phylostenax peniculus
Phylostenax peniculus är en nattsländeart som först beskrevs av Forsslund 1935.  Phylostenax peniculus ingår i släktet Phylostenax och familjen husmasknattsländor. Inga underarter finns listade i Catalogue of Life.